# Chamkani (district)
Chamkani is een van de 11 districten van de provincie Paktiyā in Afghanistan. Chamkani heeft 25.000 inwoners. Het districtscentrum ligt in Chamkani.

## Bestuurlijke indeling
Het district Chamkani is onderverdeeld in 37 plaatsen:
- Serangor
- Bukhtay
- Wurgar
- Waro Kalay
- Hokumza'i
- Landay
- Madakhel
- Solaymankhel
- Darzakhel
- Mastajekay
- Bagyar
- Gawagezay
- Bar Mangyar
- Kata Mangyar
- Hesarake Bala
- Shinkay
- Hesarake Pa'in
- Chamkani
- Taghostay
- Marghomanjkay
- Tana
- Wargor
- Daraka-i-Kharoti
- Kata Nargesay
- Bangesht
- Maydani
- Khunzadkhel
- Koto
- Babakhel
- Chundukh
- Andar
- Chenargay
- Gramay
- Nargasay
- Bar Nargesay
- Dak Kalay
- Pengay

Ahmadabad · Chamkani · Dand-Wa-Patan · Gardez · Jaji · Jani Khel · Lija Ahmad Khel · Sayid Karam · Shwak · Wuza Zadran · Zurmat